# Future Lover
"Future Lover" é uma canção da cantora arménia Brunette, lançada a 15 de março de 2023. A canção representou a Arménia no Festival Eurovisão da Canção de 2023, após a seleção interna de Brunette pela Rádio e Televisão Pública da Arménia (AMPTV).

## Festival Eurovisão da Canção

### Seleção interna
A representação arménia para o Festival Eurovisão da Canção de 2023 foi selecionada internamente pela televisão pública da Arménia. A 25 de janeiro de 2023, a comunicação social arménia informou que a cantora Brunette havia sido selecionada para representar o país com uma música no estilo R&B, embora a AMPTV não tenha feito comentários.
A 1 de fevereiro de 2023, a televisão pública da Arménia confirmou oficialmente que Brunette representaria o país no Festival Eurovisão da Canção de 2023. A canção foi lançada no canal da Eurovisão no YouTube a 15 de março de 2023. Cinco dias depois foi lançada nas principais plataformas de streaming.